# Louis Auguste Curtat

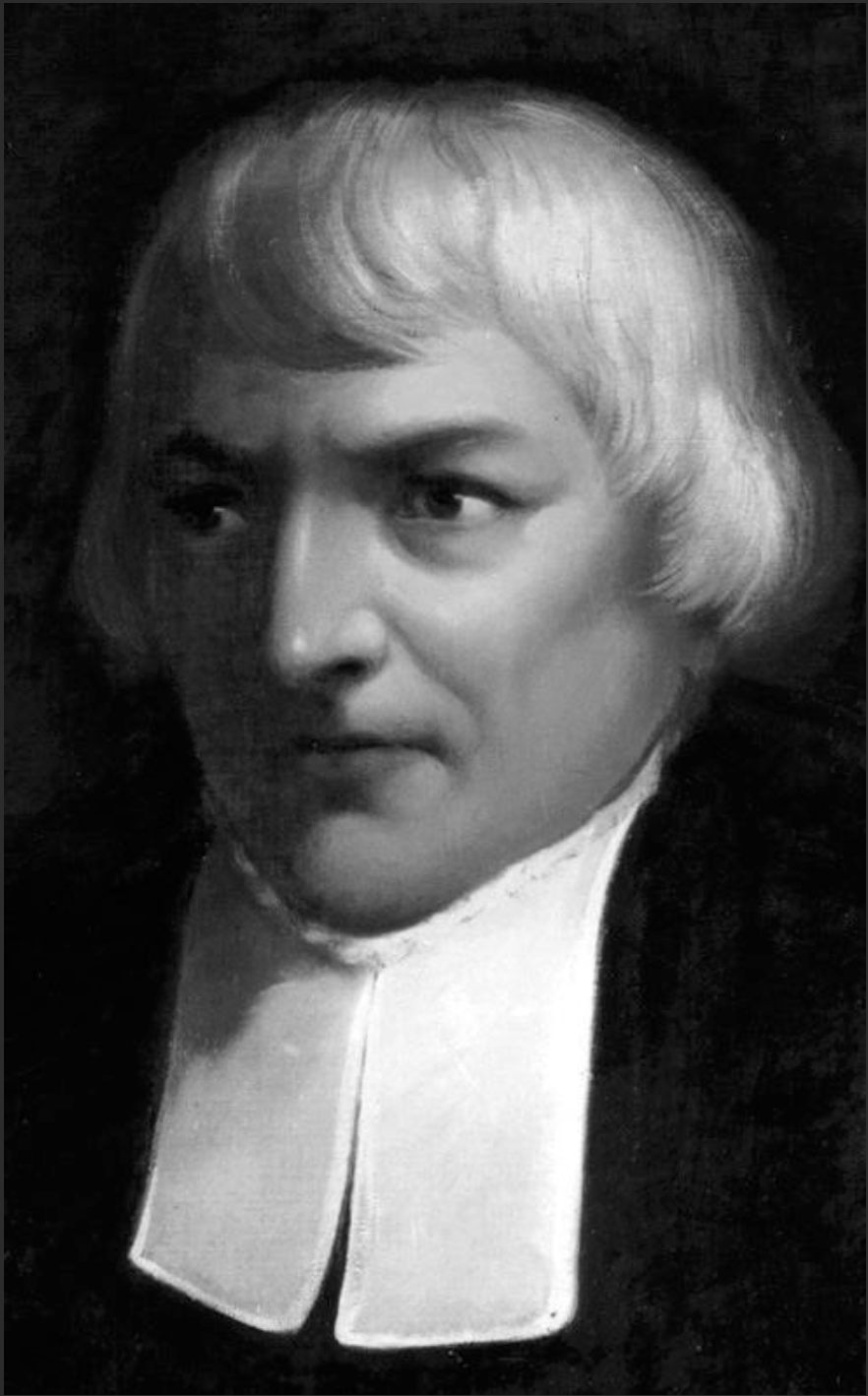
Louis-Auguste Curtat

Louis Auguste Curtat (* 26. Januar 1759 in Lausanne; † 29. Februar 1832 ebenda) war ein Schweizer Geistlicher und Politiker.

## Leben

### Familie
Louis Auguste Curtat war der Sohn von Samuel Curtat (1717–1780), Notar, Rat und Baumeister von Lausanne, und dessen Ehefrau Marguerite (geb. Gauthier) aus Nîmes.
Er war verheiratet mit der Französin Marie Marguerite (geb. Carret); von seinen Kindern sind namentlich bekannt:
- Marie Curtat, verheiratet mit dem Politiker François Pidou (* 13. April 1799 in Lausanne; † 1. Juli 1877 ebenda)[2].
- Louis François Antoine Curtat, verheiratet mit Louise Anne Marie Benjamine (1803–1869), Tochter von Charles Emile Noé Mercier.

Sein Enkel war der Politiker Charles Burnier (* 20. Mai 1860 in Lausanne; † 10. April 1929 ebenda).

### Werdegang
Louis Auguste Curtat immatrikulierte sich an der Académie de Lausanne zu einem Theologiestudium, unterbrach dieses jedoch in der Zeit von 1779 bis 1784, um als Hauslehrer in Bordeaux tätig zu sein.
Nachdem er 1784 sein Studium wieder fortsetzte, erfolgte 1786, nach dessen Beendigung, seine Ordination, und auf Empfehlung des Landvogts von Lausanne, Beat Albert Tscharner, wurde er Vikar an der französischen Kirche Bern und 1788 deren Pfarrer.
1800 wurde er zum dritten Pfarrer in Lausanne berufen, bis er dort 1807 zweiter Pfarrer wurde; im gleichen Jahr wurde er als Lehrer an der Akademie Lausanne angestellt. 1815 erfolgte seine Ernennung zum ersten Pfarrer in Lausanne.
Er wurde von 1829 bis 1832 zum Waadtländer Grossrat gewählt.

### Geistliches und politisches Wirken
Louis Auguste Curtat war um 1820 ein Anhänger der Erweckungsbewegung des Réveil, wandte sich dann aber später davon ab, weil er den britischen Einfluss auf die Bewegung ablehnte und befürchtete, dass die Bewegung ein Anhängsel des britischen "Methodismus" werde. Er war einer der Urheber des restriktiven Gesetzes gegen die Sektierer von Mai 1824, das jegliche Dissidenz unter Androhung von Repressionen untersagte. 
Ab 1829 wirkte er als Waadtländer Grossrat darauf hin, dass die Staatskirche in die Verfassung von 1831 eingeschrieben wurde. 
1793 verfasste er eine Apologie der Berner Behörden.

## Ehrungen und Auszeichnungen
- In Lausanne wurde die Rue Louis-Auguste Curtat nach ihm benannt.

## Schriften (Auswahl)
- Du Gouvernement de Berne. 1793.
- Über die Regierungsverfassung des Cantons Bern. Berlin 1793.
- Curtat, Louis Auguste; Jean-François Réal: Sermons prononcés dans l'Eglise françoise de Berne au jour du jeûne extraordinaire dans toute la Suisse le 16 mars 1794. 1794.
- Discours pour annoncer la mort de J. O. Destraz, coupable de meurtre. Lausanne 1805.
- Sermon prêché dans l'église de Lausanne en octobre 1817. 1817.
- Sermon sur Luc 16, 10. Lausanne 1817.
- Lettre à Mr. Chenevière, pasteur et professeur dans l'Académie de Genève, sur les causes qui retardent chez les réformés les progrès de la théologie. Lausanne 1820.
- De l'établissement des conventicules dans le Canton de Vaud: dédié au Grand Conseil et au Conseil d'Etat. Lausanne: 1821.
- Ueber die Conventikel, welche im Canton Waadt errichtet werden. Bern 1821.
- Nouvelles observations sur l'établissement des conventicules, et sur les missions en pays chrétiens. Lausanne 1821.
- Observations sur l'établissement des conventions. Lausanne 1824.
- De la liberté des cultes dans ses seuls rapports avec la Constitution du canton de Vaud. Lausanne: au Dépôt bibliographique, 1831.